# 项城市
项城市是中華人民共和國河南省周口市下辖的一個縣級市。全市面積1083平方公里，总人口约98万人。市人民政府駐建設路。

## 人口
根据第七次人口普查数据显示，截至2020年11月1日零时，项城市常住人口973197人。

## 地理
项城市位于河南省东南部，居黄河冲积平原南部，淮河主要支流沙颍河中游。境域南北长49.5公里，东西宽35.25公里。西邻上蔡县、商水县，东连沈丘县，北与与淮阳县隔河相望，南与平舆县接壤，东南与安徽临泉县毗邻。为河南省5个重点扩权市之一。

## 行政区划
项城市下辖6个街道办事处、15个镇：
花园街道、水寨街道、东方街道、莲花街道、千佛阁街道、光武街道、南顿镇、孙店镇、李寨镇、贾岭镇、高寺镇、新桥镇、付集镇、官会镇、丁集镇、郑郭镇、秣陵镇、王明口镇、范集镇、三店镇和永丰镇。

## 交通
- 宁洛高速、 大广高速、 106国道过境。
- 漯阜铁路设项城站。
- 郑阜高速铁路淮阳南站距市区约5公里，有公交车接驳。

## 名人
- 袁世凯
- 张伯驹
- 周兴嗣